# سامیت راغوان
سامیت راغوان (به انگلیسی: Sumeet Raghavan) (زاده ۲۲ آوریل ۱۹۷۱) بازیگر هندی است.
از فیلم‌های معروف او می‌توان به بازی در فیلم تعطیلات و فراق اشاره کرد.